# فرچه‌پایان پرودریاس
فرچه‌پایان پرودریاس(نام علمی: Prodryas persephone) نام یک گونه از تیره فرچه‌پایان است.